# ازترغوم
ازترغوم(بالتشيكية Gran؛ لغة مجرية: Esztergom) هي مدينة تقع في شمال المجر، على بعد 46 كيلومترا إلى الشمال الغربي من العاصمة بودابست. تقع ازترغوم في مقاطعة كوماروم-إستركوم على الضفة اليمنى لنهر الدانوب، الذي يشكل حدود المجر مع سلوفاكيا.
كانت ازترغوم عاصمة للمجر من القرن العاشر حتى منتصف القرن الثالث عشر عندما نتقل الملك بيلا الرابع العرش لبودا.

## التوأمة
ازترغوم هي مدينة توأم للعديد من المدن:
- إسبو، فنلندا منذ 1974
- شتوروفو، سلوفاكيا، منذ 1991
- بامبرغ، ألمانيا، منذ 1992
- كامبريه، فرنسا، منذ 1992
- إيهنغن، ألمانيا، منذ 1992
- ماينتال، ألمانيا، منذ 1993
- جنيزنو، بولندا، منذ 1994
- ماريازيل، النمسا، منذ 2002
- كانتربيري، المملكة المتحدة، منذ 2004

## معرض صور

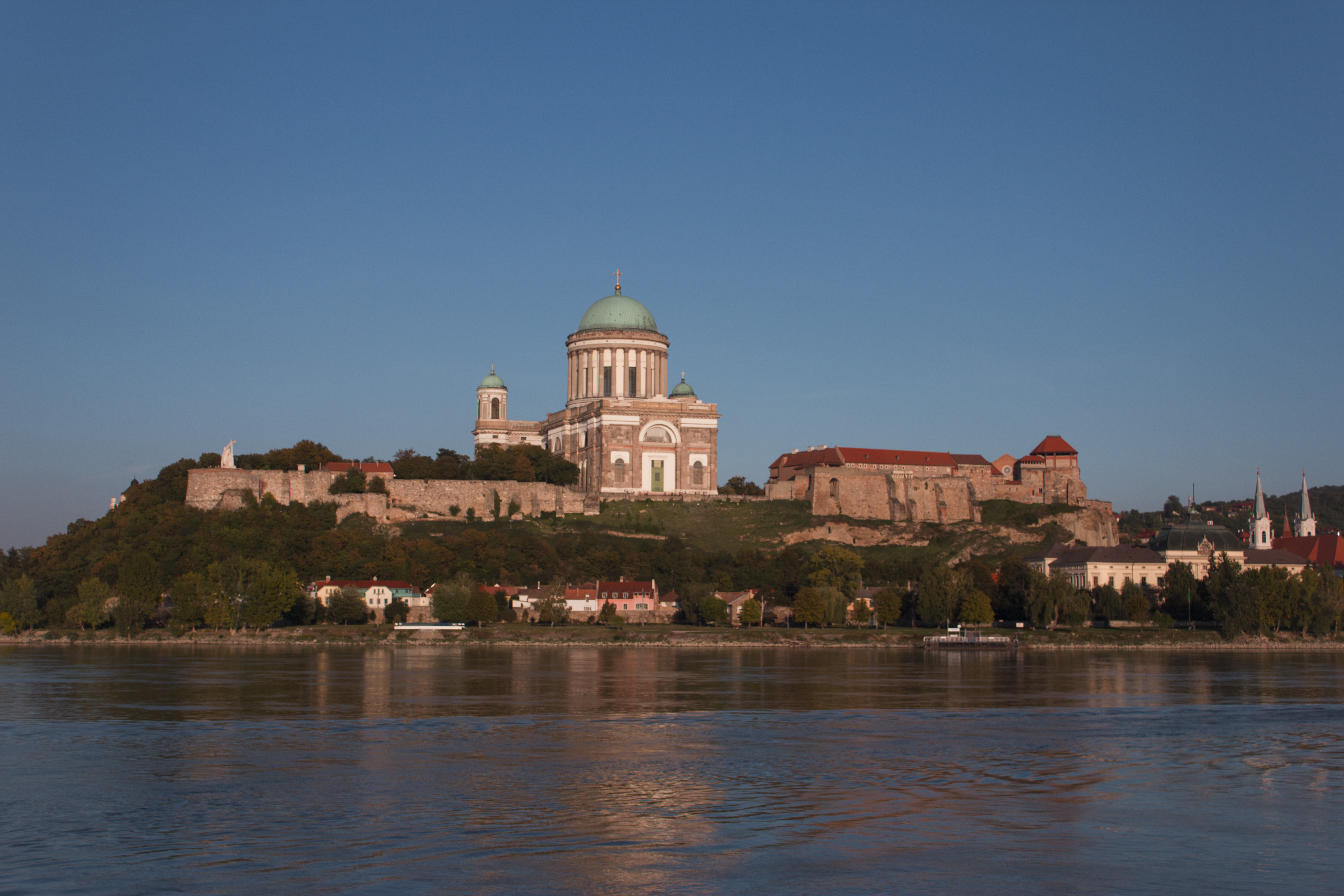
قلعة التل
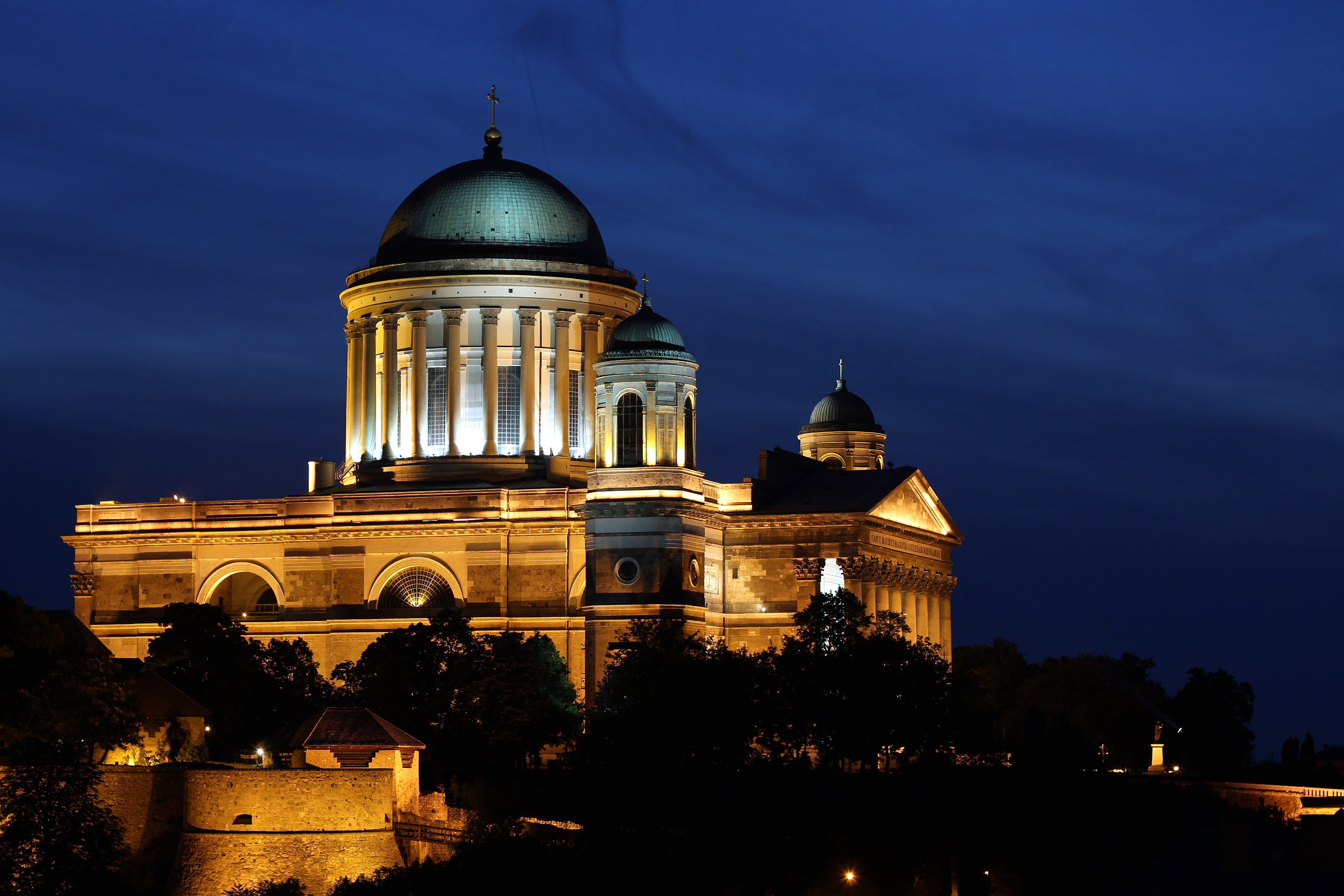
كاتدرائية ازترغوم ليلًا
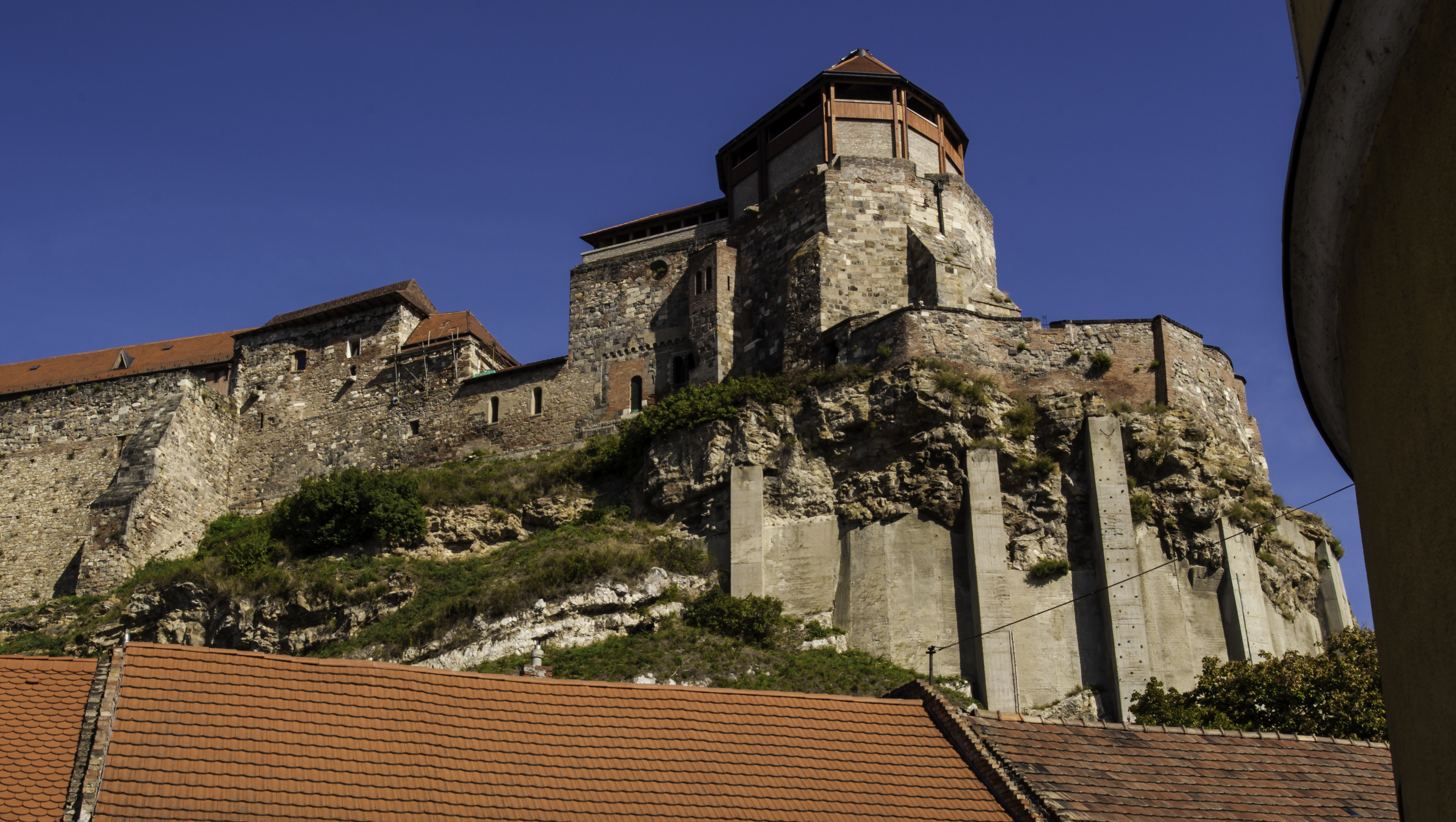
البرج الأبيض للقلعة
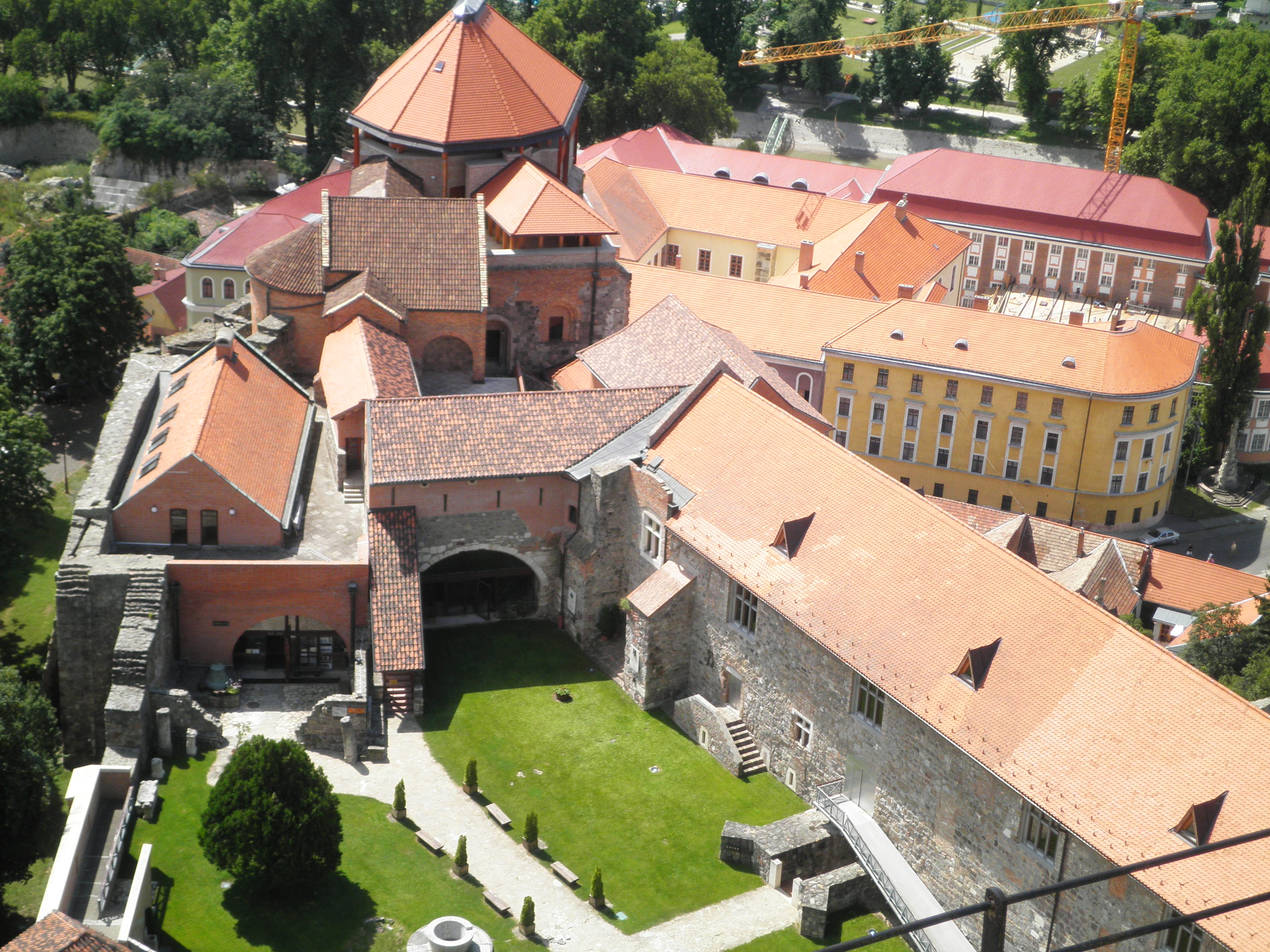
المتحف الوطني المجري
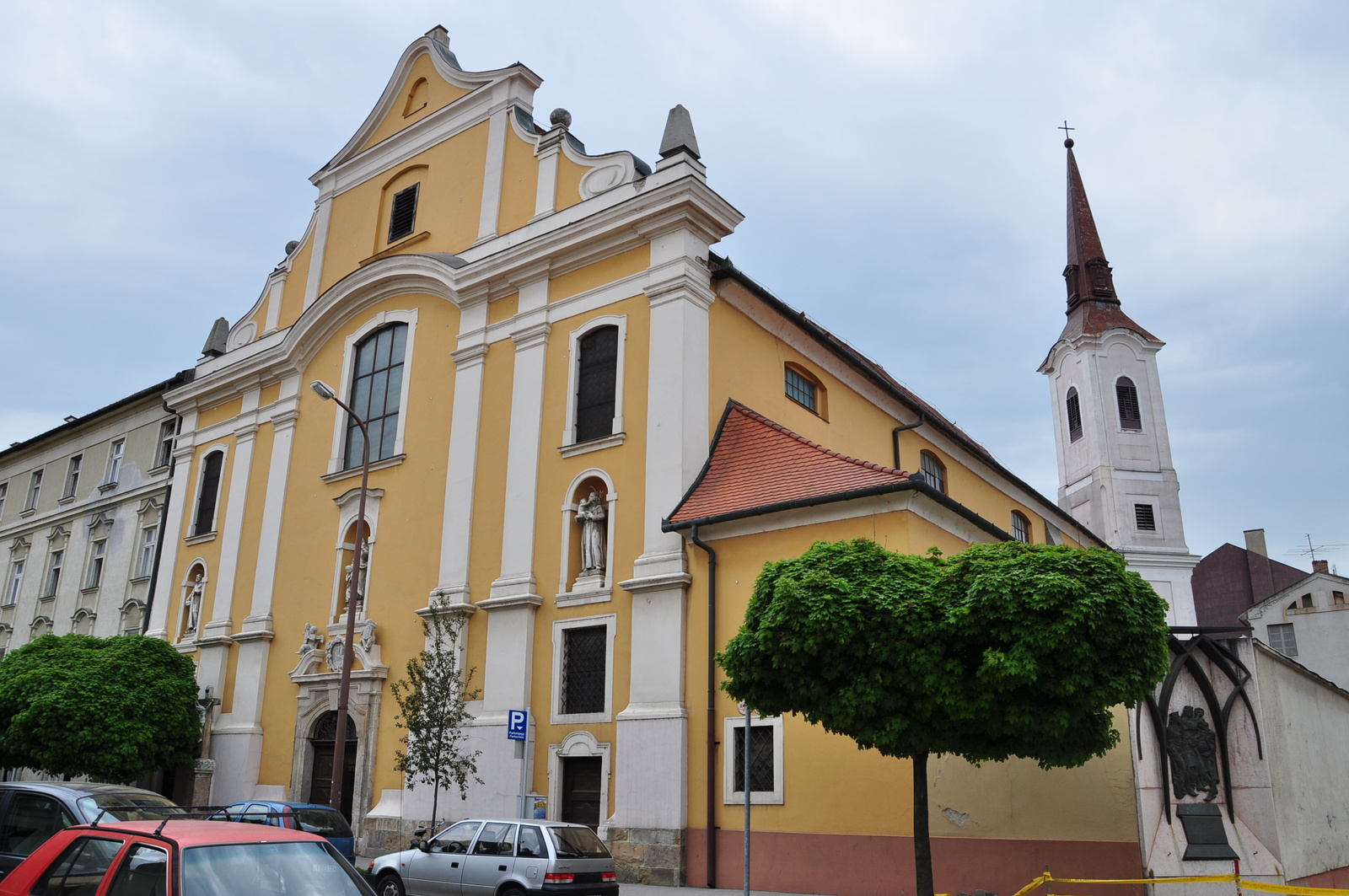
الكنيسة الفرنسيسكانية
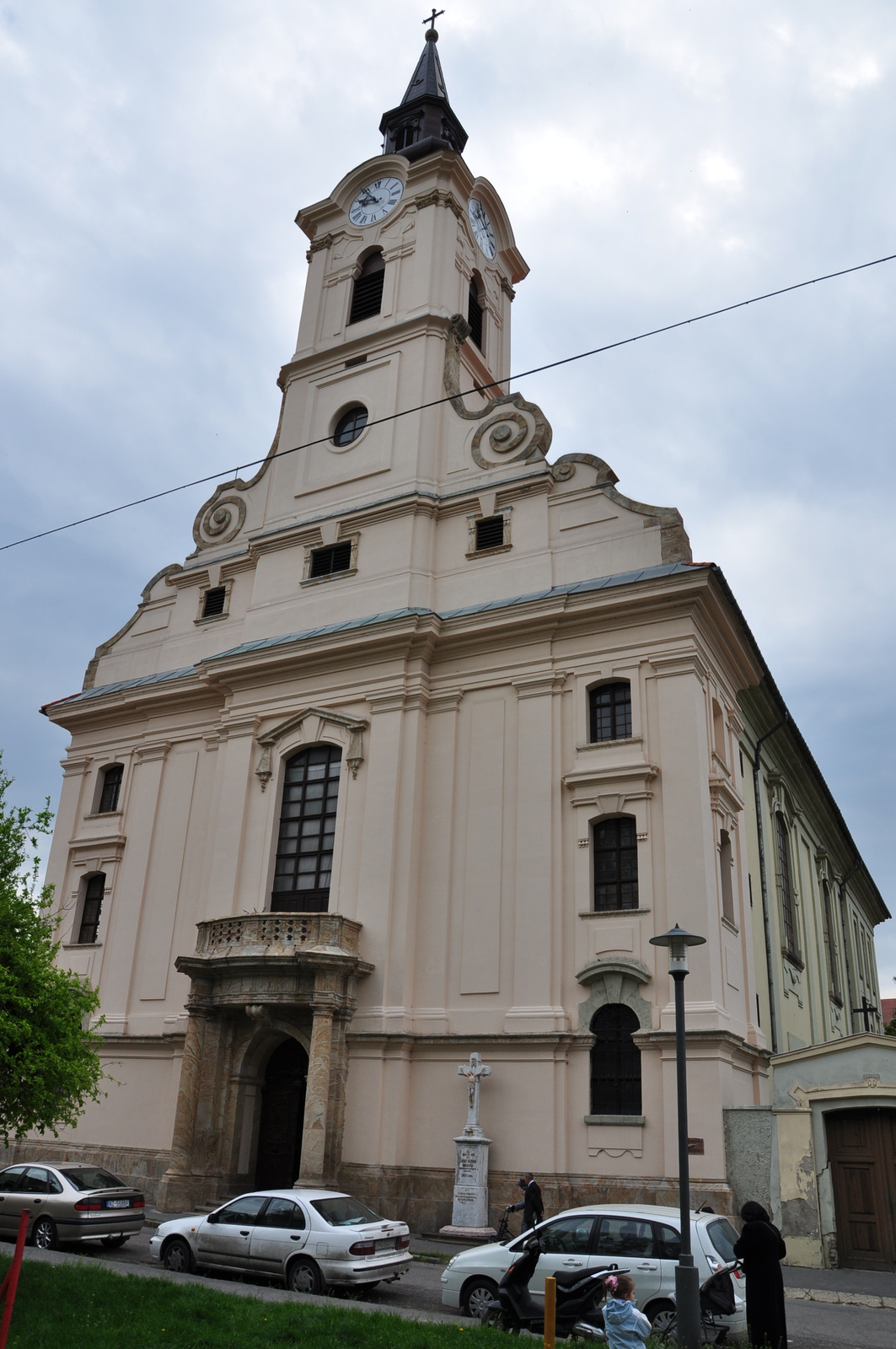
كنيسة وسط المدينة
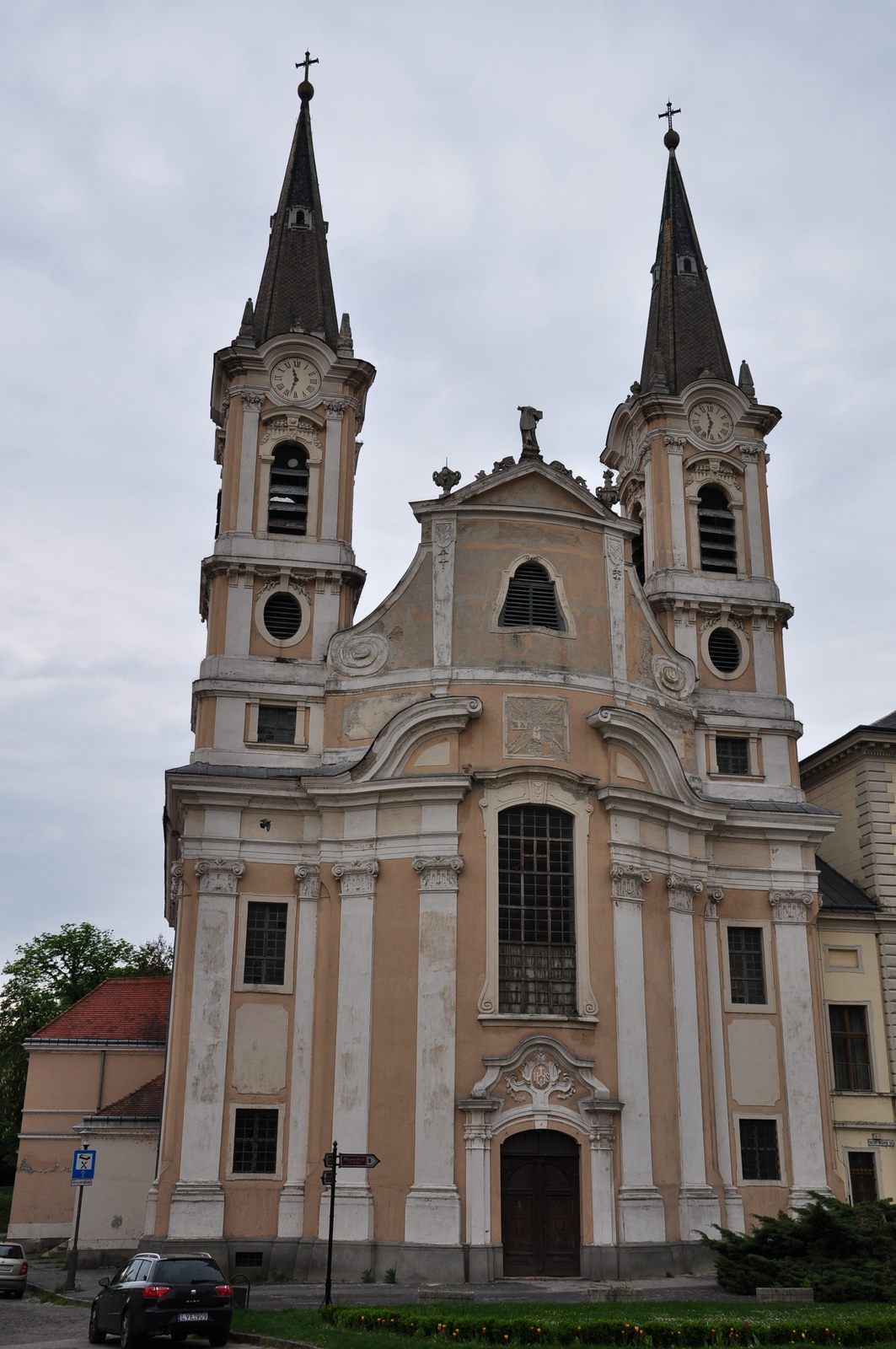
الكنيسة ووترتاون
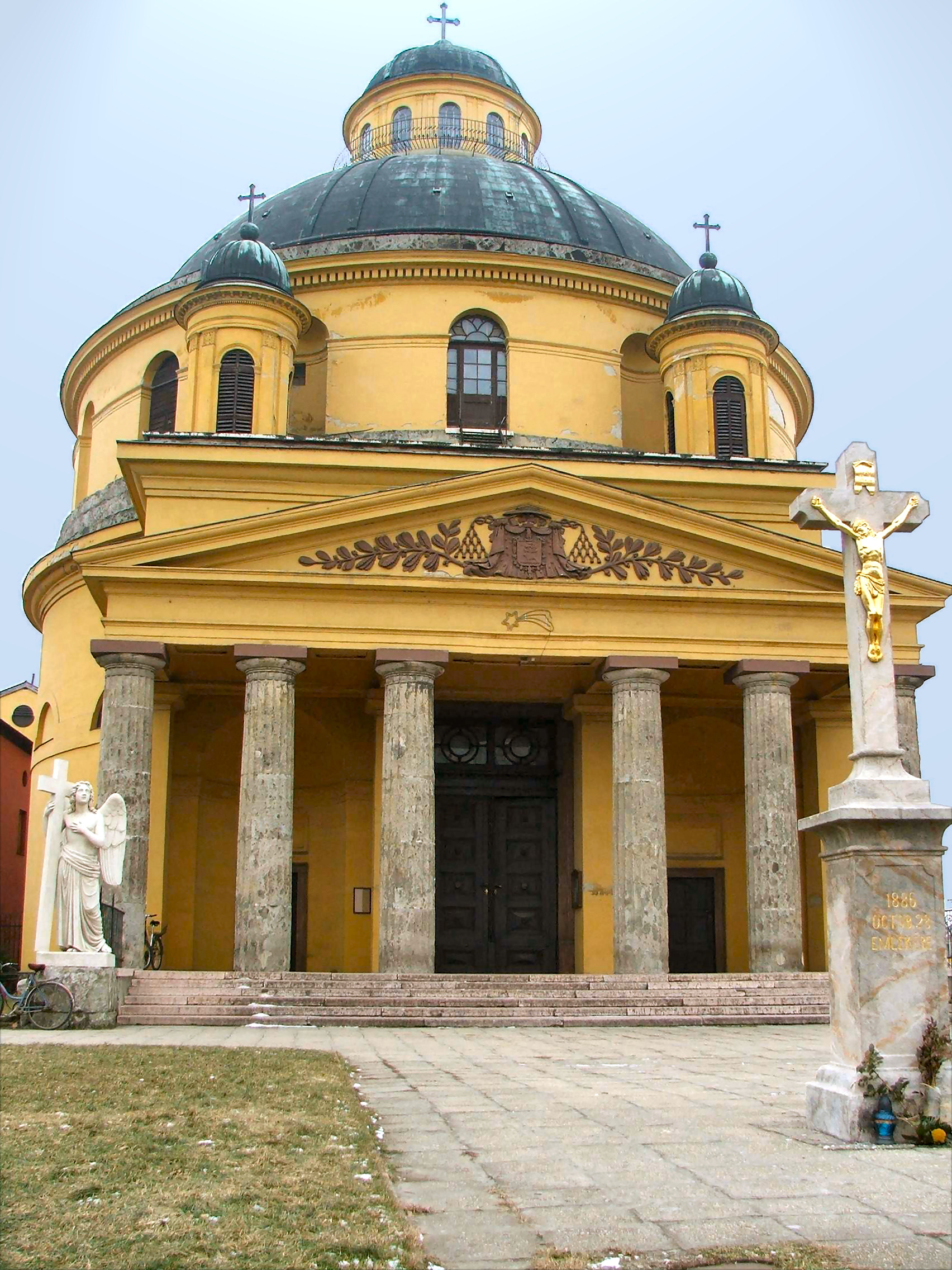
كنيسة سانت آن أو  الكنيسة المستديرة
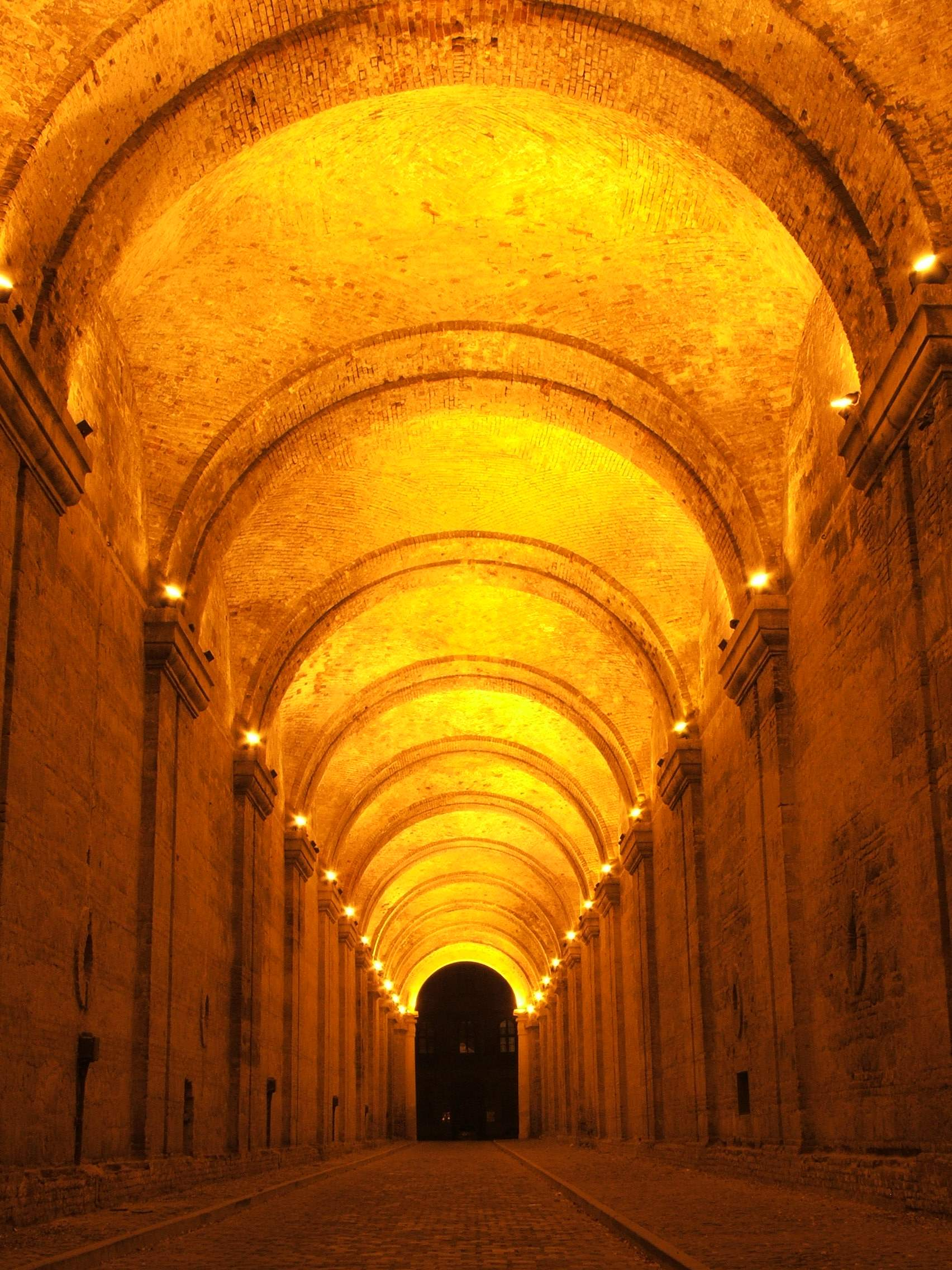
البوابة السوداء

## أعلام
- ماريا لاسكارينا
- كينغا من بولندا
- ايمري فيكيت
- دورا زيلر
- أنيت جيورجي
- جانوس فيتيس
- تاماش هاينال
- إمريك ملك المجر
- جينو بوزانسكي
- يولاندا من كورتيناي